# That Would Be Something
«That Would Be Something» es una canción escrita por Paul McCartney en Escocia, que fue lanzada por primera vez en su álbum McCartney el 17 de abril de 1970.

## Grabación
McCartney canta y toca la guitarra acústica, bajo, tom tom y platillo. Esta canción y "Valentine Day" fueron mezcladas en los Estudios Abbey Road el 22 de febrero de 1970.
- Datos: Q5557505